# 麦克乔治法学院
麦克乔治法学院（McGeorge School of Law）是一所自1924年起在美国加州萨克拉门托创设的私立法学院，1966年起附属于太平洋大学。
该院2016年版的《美国新闻与世界报道》法学院排名中被评为没有排名的法学院，2015年评为全国第146名的法学院。